# 聂大江
聂大江（1930年4月—2014年5月12日），山东济宁人。中华人民共和国政治人物。

## 生平
早年就读于北京四中，后留校任职。1956年，进入北京大学历史系，此后留校担任马列主义教研室教员，改任兰州大学校长办公室秘书，化学系副主任。1970年1月后，任兰州大学训练部副部长，化学系主任、副校长、校长。1983年5月后，任甘肃省委常委、省委宣传部部长兼兰州大学党委书记，担任中宣部副部长。1998年3月，第九届全国人大第一次会议上，他当选全国人民代表大会常务委员会委员